# Myro kerguelenensis
Myro kerguelenensis là một loài nhện trong họ Toxopidae.
Loài này thuộc chi Myro. Myro kerguelenensis được miêu tả năm 1876 bởi Octavius Pickard-Cambridge.

## Hình ảnh

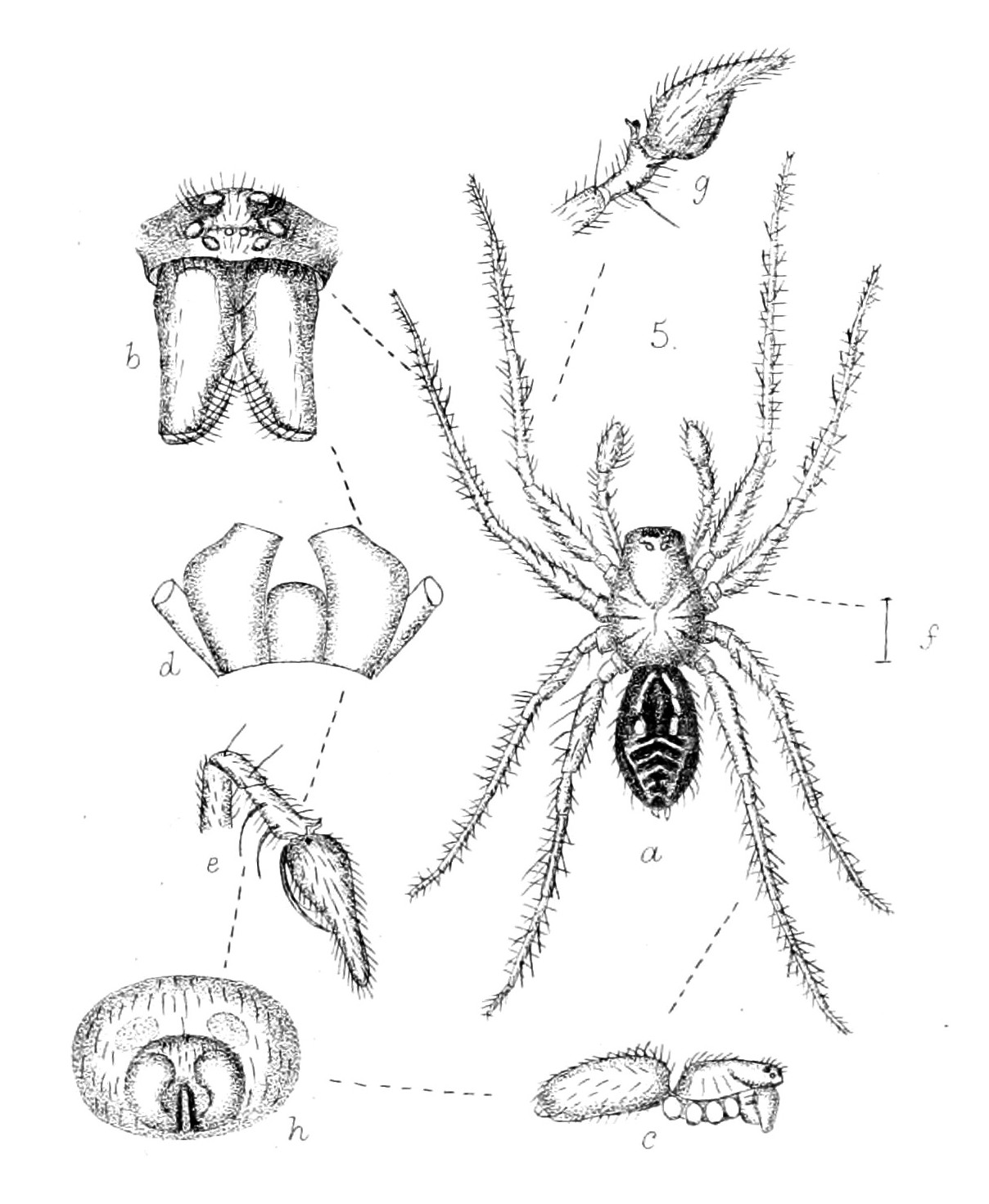